# Lycée Gerville-Réache
Le lycée Gerville-Réache est un établissement scolaire situé dans la commune de Basse-Terre en Guadeloupe, qui porte le nom de l'homme politique guadeloupéen, Gaston Gerville-Réache. Les bâtiments sont inscrits aux Monuments historiques depuis le 15 janvier 1979.

## Histoire

### Couvent des Carmes Saint-Paul de Chartres
En 1651, Charles Houël offre des terres de l'Ordre du Carmel à des religieux de l’ordre de la Bienheureuse-Vierge-Marie-du-Mont-Carmel. Au cours de cette période, la figure notable de Marie Anne Daverne (1805-1870), supérieure principale des sœurs, a consacré 44 ans de son existence à la vie du couvent et est enterrée sur le site.

### Hôpital Saint-Louis
Durant la Restauration, le gouverneur Lardenoy récupère le site qui servait déjà d’hôpital depuis 1795 pour y diriger un hôpital militaire qui est en activité de 1819 à 1906. En 1821, l'essentiel des bâtiments sont reconstruits. L’hôpital St-Louis est alors constitué de trois bâtiments en forme de U appelé « le fer à cheval ». Le bâtiment est sur un seul niveau avec quatre accès par escaliers pour une circulation rapide. Sans galerie, la ventilation est naturelle et un système hydraulique passae au milieu de la cour pour faire passer l’eau, avec un jardin de plante médicinale.  

### Lycée Gerville-Réache

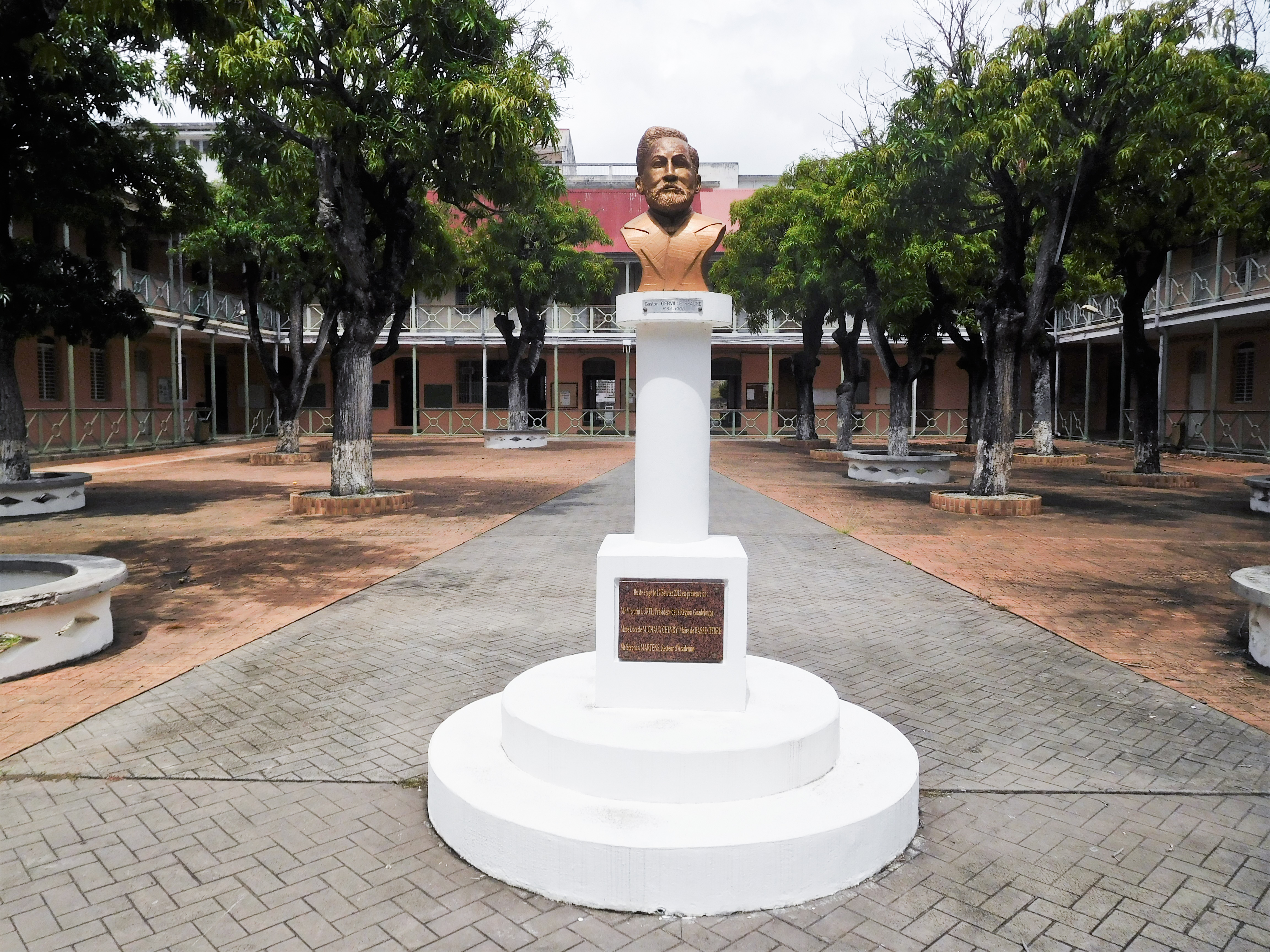
Buste de Gaston Gerville-Réache.

En 1931, un premier lycée de taille réduite est créé à Basse-Terre au Palais d’Orléans (siège de l'ancienne préfecture). En 1933, ce lycée prend le nom de l’homme politique guadeloupéen Gaston Gerville-Réache (1854-1908) – un juriste et professeur de philosophie, disciple de Victor Schœlcher, qui a écrit également dans le journal La Justice crée par Georges Clemenceau –, qui a été élu en 1881 député de la Guadeloupe devenant le premier député métis de l'Assemblée nationale.
Le lycée Gerville-Réache déménage en 1951 dans ses bâtiments actuels de l'ancien hôpital. En 1979, les façades et les toitures des deux bâtiments d'entrée datant de 1821 ainsi que l'escalier et portail d'entrée dans la cour principale sont inscrits aux Monuments historiques.

## Enseignement
En plus des formations classiques d'un lycée, le lycée Gerville-Réache dispose de classes préparatoires économiques et commerciales, de classes préparatoires littéraires et de sections de technicien supérieur.

### Classement du lycée
En 2015, le lycée se classe 9e sur 20 au niveau départemental quant à la qualité d'enseignement, et 1019e au niveau national. Le classement s'établit sur trois critères : le taux de réussite au bac, la proportion d'élèves de première qui obtient le baccalauréat en ayant fait les deux dernières années de leur scolarité dans l'établissement, et la valeur ajoutée (calculée à partir de l'origine sociale des élèves, de leur âge et de leurs résultats au diplôme national du brevet).

### Classements des CPGE
En 2014, les classes préparatoires littéraires de l'établissement sont classées 14e pour l'intégration aux ENS et l'ENC (0% des élèves de l'établissement ont intégré ces écoles), 18e pour l'intégration aux ENS, ENC et les cinq meilleures écoles de commerce (0% d'intégrés), et 4e pour un panier d'écoles comprenant l'ESIT, l'ISIT et l'ISMAPP (40% d'intégrés).

## Personnalités liées au lycée
- Josette Borel-Lincertin (ancienne proviseure)[6]
- Marcelle Pierrot[réf. nécessaire]
- Clémence Botino[réf. nécessaire] (Miss France 2020)
- Aurélie Otvas, pilote de ligne[1],[7]